# 谷汲鉄道デロ7形電車
谷汲鉄道デロ7形電車（たにぐみてつどうデロ7がたでんしゃ）は、後の名鉄谷汲線を敷設・運営した谷汲鉄道が、1927年（昭和2年）に導入した電車（制御電動車）である。
本項では谷汲鉄道の親会社である美濃電気軌道（美濃電）が、谷汲デロ7形と同一設計によって新製したセミシ67形電車についても併せて記述する。

## 導入経緯
谷汲鉄道は谷汲山華厳寺への参拝客輸送を目的として、美濃電北方線（のちの名鉄揖斐線）の黒野より分岐して谷汲に至る路線を1926年（大正15年）4月に開業し、同年7月より両社路線の相互直通運転を開始した。
翌1927年（昭和2年）には、同年3月の谷汲山華厳寺のご開帳を控え、多くの参拝客によって大混雑が想定されたことから、谷汲鉄道および美濃電は車両増備による輸送力増強を計画した。前年の1926年（大正15年）に美濃電が導入した半鋼製4輪単車のセミシ64形を設計の基本として、谷汲鉄道はデロ7形を6両（デロ7 - デロ12）、美濃電はセミシ67形を10両（セミシ67 - セミシ76）、それぞれ導入する計画が立てられた。両形式とも大量輸送を念頭に総括制御による連結運転を前提とした間接自動制御仕様とし、また最急33.3 ‰の勾配区間が存在する谷汲鉄道の路線対策として電磁吸着ブレーキ機能を備える車両として計画され、デロ7形7・8およびセミシ67形69・71・72・74が日本車輌製造本店へ、デロ7形9 - 12およびセミシ67形67・68・70・73・75・76が藤永田造船所へそれぞれ発注された。
しかし、両形式に搭載するイギリスのイングリッシュ・エレクトリック (EE) 社へ発注した電装品が、イギリス国内の炭鉱労働者によるストライキの影響から納期が大幅に遅延することが判明、設計変更を余儀なくされることとなった。谷汲デロ7形は全車とも電磁吸着ブレーキを装備せずに落成し、また美濃電セミシ67形のうちセミシ67 - セミシ71の5両については手持ち予備部品を暫定的に搭載し直接制御仕様の車両として落成した。さらに美濃電セミシ67形のうち残る5両、セミシ72 - セミシ76については搭載可能な予備部品も払底したため暫定的に電装品を搭載しない付随車として落成することとなった。
両形式は上記暫定措置によってご開帳輸送を行ったのち、1927年（昭和2年）5月21日付設計変更届によりセミシ67 - セミシ71が、同年7月1日付設計変更届によりセミシ72 - セミシ76がそれぞれ原設計通りの電装品を装備して竣功した。

## 仕様
谷汲デロ7形・美濃電セミシ67形とも同一仕様であり、車体長9,144 mm（30フィート0インチ）・車体幅2,514.6 mm（8フィート3インチ）の半鋼製車体を備える。車体外観および主要設計は美濃電セミシ64形を踏襲しており、幕板を広く取った車体設計や片側2箇所設けられた片開式客用扉と二段構造の側窓8枚を備えるD 8 D（D：客用扉、各数値は側窓の枚数）の側面窓配置も同一である。ただし、セミシ64形においては窓の上下にのみ設置されていた補強帯（ウィンドウシル・ヘッダー）が、谷汲デロ7形・美濃電セミシ67形においては客用扉上部にも設置された点が異なる。車内はロングシート仕様で、側窓上部には荷棚を、天井部にはつり革をそれぞれ設置した。
制御方式は前述の通り総括制御に対応した間接自動制御仕様で、イングリッシュ・エレクトリックM-15-C自動加速制御装置を採用した。主電動機はイングリッシュ・エレクトリックDK-30C直流直巻電動機（定格出力60 PS）を歯車比4.6 (69:15) で1両あたり2基、全軸に搭載した。台車はブリル (J.G.Brill) 社が開発したブリル21-E台車を藤永田造船所が模倣製造したコピー製品である21-E単台車を装着する。制動装置は手用制動を常用し、前述の通り電磁吸着ブレーキを併設する。その他、集電装置としてトロリーポールを前後各1基ずつ搭載し、前後妻面には連結運転に備えて全車とも柴田式の並形自動連結器を装着した。

## 運用

### 第二次世界大戦前後
谷汲デロ7形・美濃電セミシ67形とも1927年（昭和2年）4月1日より実施されたご開帳に合わせて運用を開始したが、当初は前述の通り暫定的な仕様で就役した。手ブレーキのみで運用せざるを得なかった下り急勾配区間については、特別認可を得て急勾配区間手前で一旦停止を行って運行することとし、乗務員が「停止券」を線路脇に臨時に設置された「停止券投入箱」へ投入することによって一旦停止を行った証明とした。
美濃電の名岐鉄道への吸収合併によってセミシ67形は名岐籍へ編入され、名岐鉄道と愛知電気鉄道の対等合併による（現）名古屋鉄道の成立後の1941年（昭和16年）に実施された形式称号改訂によってセミシ67形67 - 76はモ70形（初代）71 - 80と形式称号および記号番号を改めた。また、谷汲鉄道は陸上交通事業調整法を背景とした事業者統合、いわゆる戦時統合によって1944年（昭和19年）3月1日付で名古屋鉄道（名鉄）へ吸収合併され、デロ7形7 - 12はモ80形（初代）81 - 86と形式称号および記号番号を改めた。この際、藤永田造船所製のデロ9 - デロ12がモ81 - モ84、日本車輌製造本店製のデロ7・デロ8がモ85・モ86となり、順列が入れ替えられている。
このうち、モ70形は全車とも西尾線へ転属した。転属に際しては集電装置をウェスティングハウス・エレクトリック (WH) 社製の大型菱形パンタグラフに換装して屋根上の車体中央部に1基設置したが、大型のパンタグラフを搭載した車体長の短い4輪単車という外観を指して、当時の鉄道愛好家からは「走るパンタグラフ」の異名で呼称されたという。1945年（昭和20年）1月には豊川海軍工廠への工員輸送を目的とした国策路線として敷設された豊川線が開通したことに伴って、そのうちモ72・モ73・モ75・モ77・モ79の5両が集電装置を再びトロリーポールへ換装した上で豊川線へ転属した。残る5両は西尾線のほか大曽根線（現・小牧線）においても運用された。
モ80形は名鉄籍編入直後の1944年（昭和19年）にモ82・モ84の2両が大曽根線へ転属した。なお、谷汲鉄道は1936年（昭和11年）7月より名鉄へ経営を委託しており、モ82 - モ86（旧デロ10 - デロ12・デロ7・デロ8）については谷汲鉄道当時の1942年（昭和17年）6月に名鉄へ貸し出される形で大曽根線において運用された記録が残されている。

### 戦後の動向
第二次世界大戦終戦後の1949年（昭和24年）に実施された形式称号改訂に際しては、モ70形（初代）はモ120形120 - 129と、モ80形（初代）はモ130形130 - 135と、それぞれ再び形式称号および記号番号を改めた。
同時期には戦後初の華厳寺ご開帳となった1950年（昭和25年）春季の参拝客輸送を目的として、各路線区へ転属したモ120形・モ130形全車を再び揖斐線系統へ集約することとなり、併せて連結運転時の保安度向上のため全車とも常用制動としてSME非常直通空気ブレーキを新設した。空気制動新設に際してはDH-16電動空気圧縮機 (CP) を台車枠へ搭載するため21-E台車の台車枠補強が施工され、また電磁吸着ブレーキは全車撤去された。
この結果、同時期に間接自動制御化および空気制動新設改造を実施したモ110形（旧美濃電セミシ64形）3両と併せて計19両の総括制御対応4輪単車により3両編成運用が6運用可能となり、他路線区から貸し出された2軸ボギー車各形式とともにご開帳輸送へ充当された。また、後に全車とも集電装置をトロリーポールから名鉄式Yゲルと称するY字型ビューゲルへ換装した。
しかし、前述した電動空気圧縮機搭載に伴う台車枠補強の結果、台車の重量バランスが崩れて線路への追従性が低下し、空気制動新設を施工したモ110形・モ120形・モ130形の4輪単車各形式は度々脱線事故を引き起こすようになった。この対策として、名鉄は前述各形式を対象として車体および電装品を流用し、2両を1組として2車体3台車連接構造のボギー車へ改造することを計画、1952年（昭和27年）5月にモ110形110・111を種車とした連接車モ400形（2代）が落成した。同形式は導入後の運用実績は良好であったものの、改造費用が想定以上に高価となったことから以降の改造は打ち切られ、また同時期には他路線区において新型車両導入に伴う従来型2軸ボギー車の余剰が発生していたことから、残りの半鋼製車体の4輪単車各形式については他路線区からの転用車両によって淘汰する方針に変更された。
モ120形120・123・128・129、およびモ130形131の5両を除く両形式計11両は、M-15-C制御装置を他路線区より揖斐線系統へ転用された直接制御仕様の2軸ボギー車各形式へ供出するため全車とも電装解除され、築港線へ転属して電気機関車牽引による通勤列車用付随車代用として運用された。さらにモ120形120・123・129の3両は1955年（昭和30年）6月に豊橋鉄道へ譲渡され、記号番号は名鉄在籍当時そのままに同社渥美線へ導入された。以上の変遷を経て、揖斐線系統に残存する両形式はモ120形128およびモ130形131の2両のみとなった。
このうち、築港線へ転属したモ120形121・122・124 - 127およびモ130形130・132 - 135は1958年（昭和33年）1月20日付で一斉に除籍された。揖斐線系統に残存した2両についても、モ130形131が翌1959年（昭和34年）5月14日付で、モ120形128が同年7月6日付でそれぞれ除籍され、モ120形・モ130形の両形式は形式消滅した。また、豊橋鉄道へ譲渡されたモ120形120・123・129の3両は終始予備車として扱われて運用機会は少なく、1962年（昭和37年）7月に全車廃車となった。
廃車後の両形式は譲渡車両を含めて全て解体処分され、現存しない。